# Uli Naechster

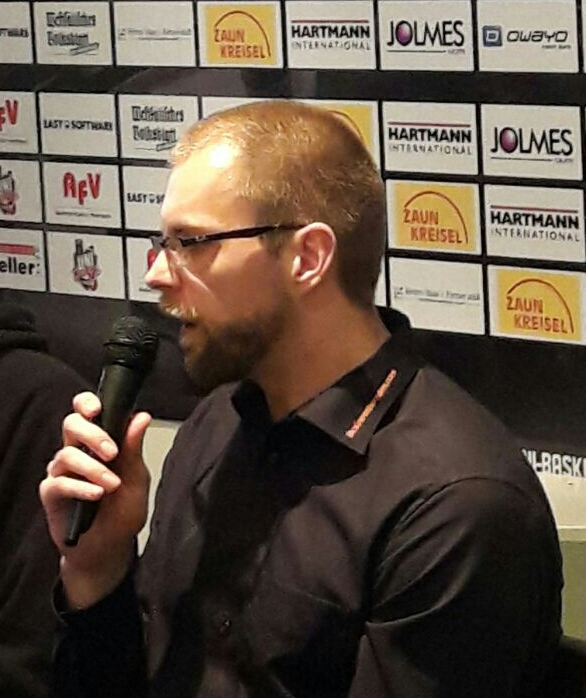
Uli Naechster bei einer Pressekonferenz

Jens-Ulrich „Uli“ Naechster (* 26. März 1983 in Hamm, Westfalen) ist ein deutscher Basketballtrainer. Er ist Geschäftsführer des Paderborn Baskets 91 e. V.

## Laufbahn
Naechster begann seine Trainerkarriere beim SSV Hamm und kam 2009 zu den Paderborn Baskets. Dort leitete er zunächst die dritte Herrenmannschaft, anschließend die zweite Herrenmannschaft sowie die männliche U18-Mannschaft als Trainer an. Teils parallel dazu absolvierte er ein Studium der Wirtschaftswissenschaften an der Universität Bielefeld, das er 2010 abschloss. Zusätzlich zu seinen anderen Tätigkeiten in Paderborn fungierte er zwischen 2012 und 2014 als Assistenztrainer der ersten Herrenmannschaft des Vereins in der 2. Bundesliga ProA.
Im April 2014 wurde Naechster zum Cheftrainer von Paderborns ProA-Mannschaft befördert. Nach dem Rückzug Dirk Happes übernahm er ab Mitte Juli 2015 zusätzlich dessen Aufgaben als Sportdirektor. Im März 2016 wurde Naechsters Vertrag als Cheftrainer und Sportdirektor bis 2019 verlängert. Ende März 2019 kündigte er an, nach Abschluss der Saison 2018/19 vom Traineramt als Geschäftsführer in die Leitung des Hauptvereins Paderborn Baskets 91 e.V. zu wechseln, aber auf dem Posten des Sportdirektors der Paderborner Profimannschaft zu bleiben. 2020 trat er zusätzlich zu seiner Aufgabe in der Geschäftsführung das Traineramt bei Paderborns U16-Mannschaft in der Jugend-Basketball-Bundesliga an. Im März 2025 wurde das Ende seiner Trainertätigkeit bei Paderborns U16-Mannschaft mit dem Abschluss der Saison 2024/25 bekannt. Er übernahm fortan die Aufgabe als Trainer der U12-Mannschaft des Vereins.